# Sturmtief Cornelius
Der Orkan Cornelius war ein Orkan in Nord- und Mitteleuropa im März 2019. In Großbritannien wurde der Sturm Laura benannt. Der Sturm war Teil einer großen Sturmserie im März 2019 über Europa.

## Meteorologischer Ablauf
Am 3. März 2019 entstand über dem Atlantik das Tief Cornelius. In der Nacht des 4. März lag das Tief mit einem Kerndruck von ca. 995 hPa mit seinem Zentrum über dem nordwestlichen Atlantik. Zu diesem Zeitpunkt okkludierte das Tief bereits. Im Laufe des Tages verschiebt sich der Einfluss tiefen Drucks in der Höhe und am Boden mit dem Grundstrom nach Osten, sodass das Cornelius in der Nacht des 5. März um 1 Uhr MEZ mit einem Druck von unter 990 hPa über dem östlichen Nordatlantik vor den Küsten Europas lag. Die Fronten grenzten die von Norden heranströmende maritime Polarluft von der südlicheren maritimen Subtropikluft ab, weshalb durch die großen Temperaturunterschiede der Wasserdampfanteil in der Luft kondensierte und sowohl an, als auch zwischen den Fronten vermehrt starke Bewölkung auftrat. Auf den Azoren fielen bei nordwestlicher Anströmung innerhalb von 24 h 11 Liter Regen. Am nächsten Tag verlagert sich der Sturm nach Nordosten.
Am 6. März 1 Uhr MEZ lag sein Zentrum am Boden auf knapp 980 hPa verstärkt über Irland. Die kurze Warmfront wanderte nach Frankreich. Die längere Kaltfront zog einen Bogen über Spanien nach Südwesten bis weit über den Atlantik. Der nunmehr schmale Sektor zwischen den Fronten überstrich im Tagesverlauf die Britischen Inseln, Spanien und Frankreich und brachte dort den Einfluss von warmer subtropischer Luft. So wurden im Lee der Pyrenäen Höchsttemperaturen von über 20 °C gemessen, auch nachts fiel die Temperatur an der Biskayaküste nicht unter 10 °C. In San Sebastián blieb sie sogar komplett über 20 °C. Auch Deutschland war an diesem Tag vom Tief betroffen, da aufgrund dichter Bewölkung im Einflussgebiet konnte im gesamten Nordwesten der Republik am gesamten Tag kein Sonnenschein aufgezeichnet werden. Abseits der Küste fielen die Niederschlagssummen jedoch eher gering aus. Einen Tag später lag das Zentrum des Sturmes über der schottischen Hauptstadt Edinburgh. Mit 980 hPa Kerndruck und seinem Zentrum über Südfinnland liegend hatte sich der Sturmzum 9. März mit seinen Fronten zyklonal (gegen den Uhrzeigersinn) gedreht und dabei weiter okkludiert. Am 10. März schwächte der Sturm über dem Schwarzen Meer ab.

## Auswirkungen
Im Mont-Blanc-Massiv trat im Bereich des Tiefs eine Bö von 244 km/h auf. Das war die stärkste Böe seit Beginn der Messungen im Jahre 1993. Der alte Rekord lage bei und selbst in Alpentälern erreichten Böen durch Föhn noch örtlich Orkanstärke.

## Sturmböen

### Ausland
Quelle: 
| Ort                 | 0Land      | Stärke der Böe in km/h |
| ------------------- | ---------- | ---------------------- |
| Aiguille du Midi    | Frankreich | 244                    |
| Croix de Chamrousse | Frankreich | 203                    |
| Gütsch ob Andermatt | Schweiz    | 182,9                  |

| Ort        | Land    | Stärke der Böe in km/h |
| ---------- | ------- | ---------------------- |
| Altdorf    | Schweiz | 129,2                  |
| Gersau     | Schweiz | 125,2                  |
| Altenrhein | Schweiz | 117,3                  |

### Deutschland
| Ort       | Stärke der Böe in km/h |
| --------- | ---------------------- |
| Brocken   | 150,80                 |
| Zugspitze | 144,40                 |
| Kiel      | 110,90                 |

Quelle: 